# Ryttare

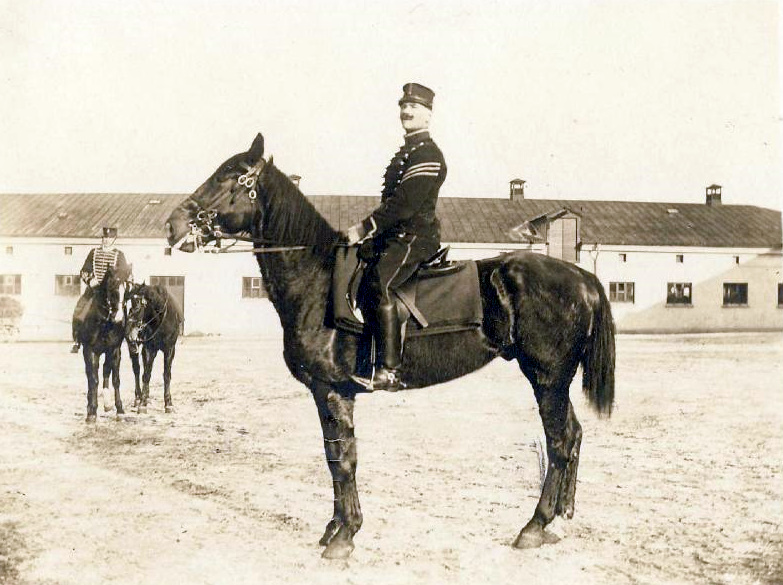
Ryttare till häst cirka 1900

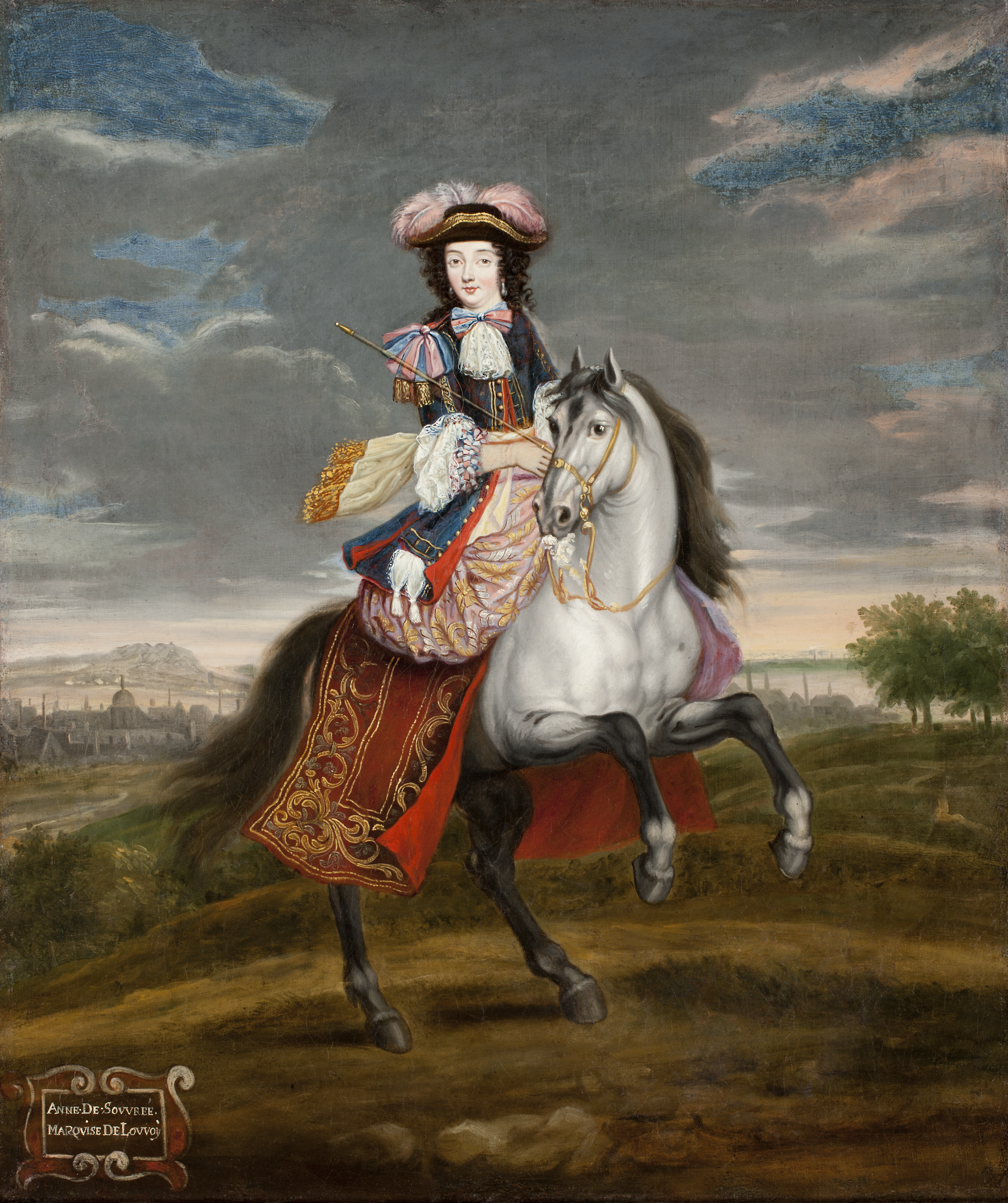
Ryttarporträtt på Anne de Souvree, 1670-tal. Finns på Skoklosters slott.

Ryttare är en person som rider på en häst. I militära sammanhang har ryttare framförallt funnits inom armén i truppslag som kavalleriet och dragonerna.
Alla kommandon som en ryttare ger hästen vid ridning kallas hjälper. Dessa är skänklar och sporrar, händer, vikthjälper, spö, röst och tungslag. Vid dressyrtävling är inte röst- eller spöhjälp tillåten. Man får inte heller, under själva programridningen under dressyrtävling, berömma hästen, varken med röst eller så kallade "strykningar", ett sätt att med handen stryka hästen på halsen eller över mankammen. Spöhjälp används främst för att förstärka skänkelhjälper, "sidvärts" (bland annat skänkelvikning eller skolorna (öppna och sluta)) eller för att få hästen att bli mer framåt/få mer energi i sina rörelser.